# Мускетар
Мускетар (на фр. mousquetaire) се е наричал във Франция войник от пехотата, въоръжен с мускет. Все пак въпреки че обикновено били причислявани към пехотинските части, мускетарите воювали понякога и на коне.
Мускетарската рота за пръв път се създава през 1622 г. при управлението на Луи XIII. От 1634 г. за неин капитан-лейтенант е назначен дьо Тревил, известен също и от романа на Александър Дюма Тримата мускетари.
Мускетарите са набирани изключително сред благородниците, като се изисквало преди това те вече да са служили в гвардейските части. По такъв начин преминаването им в мускетарската рота представлявало повишение и било много престижно. Мускетарите са осигурявали охраната на краля извън двореца (докато в кралските апартаменти тази задача била поверена на швейцарските стражи). Мазарини ги разпуска през 1646 г. и ги сформира наново през 1657, когато те наброяват 150 души. След неговата смърт през 1661 г., Луи XIV връща първоначалния модел на организация и те получават името „сивите мускетари“ заради покривалото на конете им, за разлика от предишните, които се наричали „черните мускетари“. През 1776 г. ротата е закрита от Луи XVI поради икономически съображения. Реформирана за пореден път през 1789 г., ротата отново е закрита малко след това, за да бъде възстановена на 6 юли 1814 с възстановяването на монархията. Накрая на 1 януари 1816 е окончателно премахната.

## Списък на известните мускетари
- Граф дьо Тревил
- Атос
- Портос
- Арамис
- Д'Артанян
- Бенин Доверн дьо Сен-Мар
- Пиер дьо Монтескиу д`Артанян